# U-171 (tàu ngầm Đức)
U-171 là một tàu ngầm tấn công  Lớp Type IX thuộc phân lớp Type IXC được Hải quân Đức Quốc Xã chế tạo trong Chiến tranh Thế giới thứ hai. Nhập biên chế năm 1941, nó chỉ thực hiện được một chuyến tuần tra duy nhất và đánh chìm được ba tàu buôn với tổng tải trọng 17.641 GRT trước khi bị đắm do trúng thủy lôi trong vịnh Biscay vào ngày 9 tháng 10, 1942.

## Thiết kế và chế tạo

### Thiết kế
Thiết kế của tàu ngầm Type IXC có kích thước hơi nhỉnh hơn so với phân lớp Type IXB dẫn trước. Chúng có trọng lượng choán nước 1.120 t (1.100 tấn Anh) khi nổi và 1.232 t (1.213 tấn Anh) khi lặn. Con tàu có chiều dài chung 76,76 m (251 ft 10 in), lớp vỏ trong chịu áp lực dài 58,75 m (192 ft 9 in), mạn tàu rộng 6,76 m (22 ft 2 in), chiều cao 9,60 m (31 ft 6 in) và mớn nước 4,70 m (15 ft 5 in).
Chúng trang bị hai động cơ diesel MAN M 9 V 40/46 siêu tăng áp 9-xy lanh 4 thì, tổng công suất 4.400 PS (3.200 kW; 4.300 bhp), dẫn động hai trục chân vịt đường kính 1,92 m (6,3 ft), cho phép đạt tốc độ tối đa 18,3 kn (33,9 km/h), và tầm hoạt động tối đa 13.450 nmi (24.910 km) khi đi tốc độ đường trường 10 kn (19 km/h). Khi đi ngầm dưới nước, chúng sử dụng hai động cơ/máy phát điện Siemens-Schuckert 2 GU 345/34 tổng công suất 1.000 PS (740 kW; 990 shp). Tốc độ tối đa khi lặn là 7,3 kn (13,5 km/h), và tầm hoạt động 63 nmi (117 km) ở tốc độ 4 kn (7,4 km/h). Con tàu có khả năng lặn sâu đến 230 m (750 ft).
Vũ khí trang bị có sáu ống phóng ngư lôi 53,3 cm (21 in), bao gồm bốn ống trước mũi và hai ống phía đuôi, và mang theo tổng cộng 22 quả ngư lôi 53,3 cm (21 in). Tàu ngầm Type IX trang bị một hải pháo 10,5 cm (4,1 in) SK C/32 với 110 quả đạn, một pháo phòng không 3,7 cm (1,5 in) SK C/30 và hai pháo phòng không 2 cm (0,79 in) C/30. Thủy thủ đoàn bao gồm 4 sĩ quan và 44 thủy thủ.

### Chế tạo
U-171 được đặt hàng vào ngày 23 tháng 12, 1939, và được đặt lườn tại xưởng tàu AG Weser của hãng DeSchiMAG ở Bremen vào ngày 1 tháng 12, 1940. Nó được hạ thủy vào ngày 22 tháng 7, 1941, và nhập biên chế cùng Hải quân Đức Quốc Xã vào ngày 25 tháng 10, 1941 dưới quyền chỉ huy của Hạm trưởng, Đại úy Hải quân Günther Pfeffer.

## Lịch sử hoạt động
Sau khi hoàn tất việc chạy thử máy và huấn luyện trong thành phần Chi hạm đội U-boat 4, U-171 được điều sang Chi hạm đội U-boat 10 từ ngày 1 tháng 7, 1942 để hoạt động trên tuyến đầu cho đến khi bị mất.
U-171 xuất phát từ cảng Kiel, Đức vào ngày 17 tháng 6, 1942 cho chuyến tuần tra duy nhất trong chiến tranh. Nó tiến ra Bắc Hải, rồi băng qua khe GI-UK giữa Iceland và quần đảo Faroe để vòng qua quần đảo Anh, và tiếp tục băng qua suốt Đại Tây Dương để hoạt động trong vùng biển Caribe và sau đó trong vịnh Mexico. Tại đây vào ngày 26 tháng 7, nó phóng một loạt hai quả ngư lôi tấn công chiếc tàu buôn Mexico Oaxaca 4.351 GRT, vốn đang trong hành trình từ New Orleans đi ngang qua Veracruz để đến Tampico, Mexico. Một quả ngư lôi trúng đích đã đánh chìm Oaxaca tại vùng nước nông ngoài khơi Corpus Christi, Texas.
Đến ngày 1 tháng 8, chiếc tàu ngầm bị một thủy phi cơ J4F-1 Widgeon thuộc lực lượng Tuần duyên Hoa Kỳ phát hiện và tấn công ở vị trí khoảng 100 mi (160 km) ngoài khơi bờ biển Houma, Louisiana. Đợt tấn công chỉ gây hư hại nhẹ cho U-171, nhưng trong nhiều thập niên tiếp theo, Hải quân Hoa Kỳ vẫn đinh ninh rằng chiếc Widgeon đã đánh chìm được tàu ngầm U-166.
Tiếp tục chuyến tuần tra, vào ngày 13 tháng 8, U-171 lại tấn công chiếc tàu chở dầu Hoa Kỳ R. M. Parker Jr. 6.779 GRT bằng ngư lôi và hải pháo, đánh chìm mục tiêu ở vị trí khoảng 25 nmi (46 km) về phía Nam đảo Dernière, Louisiana. Đến ngày 4 tháng 9, chiếc tàu ngầm đánh chìm thêm chiếc tàu chở dầu Mexico Amatlan 6.511 GRT ở vị trí khoảng 60 nmi (110 km) ngoài khơi Tampico. Sau đó chiếc tàu ngầm lên đường băng ngược Đại Tây Dương để quay trở về căn cứ.
U-171 sắp về đến cảng Lorient bên bờ biển Đại Tây Dương của Pháp đã bị Đức chiếm đóng, khi nó bị đánh chìm trong vịnh Biscay lúc 13 giờ 00 ngày 9 tháng 10 do trúng thủy lôi, tại tọa độ 47°39′B 03°34′T / 47,65°B 3,567°T. Hai mươi hai thành viên thủy thủ đoàn của U-171 đã tử trận, và có 30 người sống sót bao gồm hạm trưởng, Đại úy Hải quân Günther Pfeffer.
Xác tàu đắm của U-171 ở vùng nước nông ngoài khơi Lorient được chính phủ Pháp công nhận là một nghĩa trang chiến tranh. Mọi thợ lặn đều bị cấm xâm nhập vào bên trong tàu.

### Tóm tắt chiến công
U-171 đã đánh chìm được ba tàu buôn có tổng tải trọng 17.641 GRT:
| Ngày             | Tên tàu | Quốc tịch     | Tải trọng | Số phận      |
| ---------------- | ------- | ------------- | --------- | ------------ |
| 26 tháng 7, 1942 | Oaxaca  | Mexico        | 4.351     | Bị đánh chìm |
| 13 tháng 8, 1942 | Arlyn   | United States | 6.779     | Bị đánh chìm |
| 4 tháng 9, 1942  | Amatlan | Mexico        | 6.511     | Bị đánh chìm |